# Henry Spencer
Henry John Spencer (20 décembre 1770 - 3 juillet 1795) est un diplomate et homme politique britannique. 

## Biographie
Il est le deuxième fils de George Spencer (4e duc de Marlborough) et de son épouse Caroline, et fait ses études au Collège d'Eton et à Christ Church, Oxford. En 1790, il est élu député de Woodstock et est brièvement secrétaire de Lord Auckland, ambassadeur de Grande-Bretagne à La Haye cette année-là. De 1790 à 1793, il est lui-même ambassadeur jusqu'au transfert en Suède en 1793. En 1795, il est transféré en Prusse mais meurt de fièvre à Berlin le 3 juillet, à l'âge de vingt-quatre ans.